# Oreobolus ecuadorensis
Oreobolus ecuadorensis är en halvgräsart som beskrevs av Tetsuo Michael Koyama. Oreobolus ecuadorensis ingår i släktet Oreobolus och familjen halvgräs. Inga underarter finns listade i Catalogue of Life.